# 格蘭酒店集團
格蘭酒店集團有限公司（當時是代號為0195.HK(A)及0196.HK(B)），於1988年從樂古地產換取上市的。
主要業務為經營康蘭居、衛蘭軒、汀蘭居等服務式住宅。恆隆地產計劃把本公司私有化，並在股東大會通過後，2003年2月26日兩份股撤銷上市。

## 外部連結
- 恆隆集團 （页面存档备份，存于）
- 汀蘭居 （页面存档备份，存于）